# Ken Burns
Kenneth Lauren Burns, detto Ken (New York, 29 luglio 1953), è un regista statunitense.

## Biografia
Noto per i suoi documentari realizzati utilizzando materiale fotografico d'archivio, i suoi lavori più famosi sono The Civil War (1990), Baseball (1994), Jazz (2001), The War (2007), The National Parks: America's Best Idea (2009), Prohibition (2011) e The Central Park Five (2012). Per i suoi documentari, Burns ha ricevuto due nomination per i premi Oscar e ha vinto due Emmy Award. Burns utilizza spesso per i suoi documentari delle melodie molto semplici o dei leitmotiv. Per esempio, in The Civil War è incorporata una melodia di violino composta per l'occasione da Jay Ungar. Burns è però soprattutto noto per la sua capacità di "dar vita" alle fotografie grazie a lente zoomate sui soggetti presenti nelle fotografie stesse. Questa tecnica, disponibile oggi su molti software di montaggio video, è chiamata Effetto Ken Burns su iPhoto, iMovie e Final Cut Pro X.

## Filmografia

### Regista

#### Documentari
- Brooklyn Bridge (1981)
- The Shakers: Hands to Work, Hearts to God (1984)
- The Statue of Liberty (1985)
- Huey Long (1985)
- The Congress (1988)
- Thomas Hart Benton (1988)
- The Civil War (1990)
- Empire of the Air: The Men Who Made Radio (1991)
- Baseball (1994) aggiornato nel 2010
- The West (1996)
- Thomas Jefferson (1997)
- Lewis & Clark: The Journey of the Corps of Discovery (1997)
- Frank Lloyd Wright (1998)
- Not for Ourselves Alone: Elizabeth Cady Stanton and Susan B. Anthony (1999)
- Jazz (2001)
- Mark Twain (2001)
- Horatio's Drive: America's First Road Trip (2003)
- Unforgivable Blackness: The Rise and Fall of Jack Johnson (2005)
- The War (2007)
- The National Parks: America's Best Idea (2009)
- Prohibition (2011)
- The Dust Bowl (2012)
- The Central Park Five (2012)
- Yosemite: A Gathering of Spirit (2013)
- The Vietnam War (2017)

#### Cortometraggi
- William Segal (1992)
- Vezelay (1996)
- In the Marketplace (2000)
- The Address (2013)

### Produttore
- The West (1996)

### Attore
- Gettysburg (1993)

### Doppiatore
- I Simpson (se stesso, 2012[puntata, stagione?])

## Doppiatori italiani
- Sandro Iovino in I Simpson[1]

## Riconoscimenti
- 1982 – candidatura al Premio Oscar come miglior documentario per Brooklyn Bridge.
- 1986 – candidatura al Premio Oscar come miglior documentario per The Statue of Liberty.
- 1995 – Emmy Award per la miglior serie televisiva di informazione per Baseball.
- 2010 – Emmy Award per la miglior serie non-fiction per The National Parks: America's Best Idea.